# Gruppo Sportivo Dopolavoristico Fabbriche Riunite Amido Glucosio Destrina 1932-1933
Questa pagina raccoglie i dati riguardanti il Gruppo Sportivo Dopolavoristico Fabbriche Riunite Amido Glucosio nelle competizioni ufficiali della stagione 1932-1933.

## Rosa
| N. |                   | Ruolo | Calciatore           |  |
| -- | ----------------- | ----- | -------------------- |  |
|    | Italia (bandiera) | D     | Ercole Artioli       |  |
|    | Italia (bandiera) | A     | Arrigo Benvenuti     |  |
|    | Italia (bandiera) | D     | Renzo Bettini (II)   |  |
|    | Italia (bandiera) | D     | Rodolfo Bettini (IV) |  |
|    | Italia (bandiera) | D     | Ermelindo D'Agostini |  |
|    | Italia (bandiera) | A     | Enzo Dal Dan         |  |
|    | Italia (bandiera) | D     | Diogoli              |  |
|    | Italia (bandiera) | D     | Faenzi               |  |
|    | Italia (bandiera) | C     | Ferrari              |  |
|    | Italia (bandiera) | A     | Savino Bellini       |  |
|    | Italia (bandiera) | C     | Riccardo Ferruta     |  |

| N. |                   | Ruolo | Calciatore        |
| -- | ----------------- | ----- | ----------------- |
|    | Italia (bandiera) | P     | Augusto Fugagnoli |
|    | Italia (bandiera) | C     | Ermanno Gombi     |
|    | Italia (bandiera) | D     | Bruno Longo       |
|    | Italia (bandiera) | C     | Tonino Malagò     |
|    | Italia (bandiera) | A     | Vittorio Santini  |
|    | Italia (bandiera) | A     | Renato Setti      |
|    | Italia (bandiera) | A     | Renato Silvestri  |
|    | Italia (bandiera) | D     | Mario Tarenzi     |
|    | Italia (bandiera) | P     | Bruno Terzi       |
|    | Italia (bandiera) | C     | Enzo Travaini     |
|    | Italia (bandiera) | A     | Paolo Turra       |